# Ursula Pia von Bernus
Ursula Pia „Ulla“ Freiin von Bernus (* 1913; † 1998) war eine deutsche Okkultistin. Sie war die Tochter des deutschen Schriftstellers und Alchemisten Alexander Freiherr von Bernus und dessen zweiter Ehefrau, der baltischen Künstlerin Imogen von Glasenapp.

## Leben
Ursula Pia von Bernus’ Taufpate war der Anthroposoph Rudolf Steiner. Sie ging auf die erste Waldorfschule in Stuttgart-Uhlandshöhe. In ihrer Kindheit war sie mit Klaus Mann bekannt, der 1924 einige Wochen lang Gast des Vaters in Stift Neuburg war. Sie erscheint in Manns erster Autobiographie Kind dieser Zeit als „störrisches und mageres kleines Mädchen von einer verbissenen Anmut und einer scheu verschwiegenen Intelligenz“.
1929 trennten sich die Eltern und der Vater heiratete ein drittes Mal. 1930 ließ sie sich drei Wochen lang in eine Isolationsdunkelkammer sperren.
Sie wurde in den 1980er Jahren als „Schwarzmagierin“ bekannt durch die Verwicklung in einen Mordprozess, bei dem die Angeklagten angegeben hatten, bei ihr einen Todesfluch bestellt zu haben, dann aber selbst zur Tat geschritten waren, als die Wirkung des Fluchs auf sich warten ließ. Mit Foto und Namen einer zu tötenden Person führte sie angeblich Ferntötungen durch. Sie lebte in dieser Zeit in einem Appartement-Hotel in Bad Harzburg.
Zur „bekanntesten Hexe Deutschlands“ wurde sie, nachdem sie 1984 in einer Fernsehsendung behauptet hatte, mittels magischer Praktiken töten zu können, und dass sie entsprechende Dienstleistungen für Preise zwischen 300 und 10000 Mark anbiete. Daraufhin war sie von dem „Fernsehpfarrer“ Adolf Sommerauer angezeigt worden. Die Anzeige führte allerdings nicht zu einem Prozess, da die Staatsanwaltschaft die Aktivitäten der „Hexe Ulla“ als „strafloses Wahndelikt“ einstufte.
Zuvor schon hatte es eine Affäre in Zusammenhang mit dem Freitod des Journalisten Jürgen Gisselmann gegeben. Gisselmann war ursprünglich mit von Bernus befreundet – man hatte sich im Umfeld der Fraternitas Saturni kennengelernt, und beide waren unter den Ordensnamen „Merlin“ bzw. „Anata“ in einem Fernsehprogramm der Zeitschrift Hörzu aufgetreten –, aber später entzweite man sich, sei es, weil Gisselman von Bernus' Glauben an UFOs angegriffen hatte, sei es, weil er mit einem „Club Belphegor“ ihr okkulte Konkurrenz machte. Jedenfalls begann Gisselmann sich schwarzmagisch verfolgt zu fühlen und beging am 2. Oktober 1979 im Alter von 25 Jahren Selbstmord. Gisselmann hatte für den deutschen Playboy und das Bochumer Stadtmagazin Marabo gearbeitet. Werner Schmitz, ein ehemaliger Kollege bei Marabo, verfasste später einen Schlüsselroman über diese Ereignisse.
Ein letztes Mal kam sie postum in die Schlagzeilen, als bekannt wurde, dass sie in Rotenburg an der Fulda in unmittelbarer Nachbarschaft des als „Kannibale von Rotenburg“ bekannt gewordenen Armin Meiwes gewohnt hatte und mit dessen Mutter befreundet gewesen war.
Spät in ihrem Leben wandte sie sich angeblich einem okkult gefärbten Christentum zu.

## Schriften
- Beiträge in Flensburger Hefte. Anthroposophie im Gespräch. Flensburger-Hefte-Verlag, Flensburg 1985ff:
  - Heft 13: Hexen, New Age, Okkultismus. 2. Aufl. Flensburg 1992, ISBN 978-3-926841-08-7
  - Heft 33: Destruktive Kulte, schwarze Magie, Sexualmagie. Flensburg 1991, ISBN 978-3-926841-40-7